# Gwendolyn Pates
Gwendolyn Pates (4 de abril de 1891 – noviembre de 1970) fue una actriz estadounidense que trabajó en cine y en teatro.

## Primeros años
Gwendoline Ivore Pates nació en Dallas, Texas, siendo hija de Frederick B. Pates y Allie Beckwith Pates. Su padre trabajaba como profesor de canto. Ella y su hermana asistieron a la Boyd Theater School of Acting en Omaha. Su hermana, Vivian Pates, también se convirtió en actriz. Durante su juventud, Gwendolyn vivió la mayor parte de su vida en Alton, Illinois.

## Carrera
Como actriz, Pates era conocida por interpretar papeles "delicados y juveniles" que se centraban por su "belleza hechizante" y su naturaleza aventurera. Pates apareció en más de 40 cortometrajes entre 1911 y 1915. A menudo trabajaba en los papeles principales, incluyendo His Date with Gwendoline (1913), The Blind Girl of Castle Guille (1913), y When Romance Came to Anne (1914). En 1912 apareció juntó con George W. Beatty en An Aeroplane Love Affair. Beatty no trabajaba como actor, trabajaba como piloto de prueba en la Escuela de Aviación en el Ejército de los Estados Unidos .
"La calificación necesaria para lograr el éxito siendo una fotógrafa se debe trabajar bien y ser capaz de expresar facialmente la idea que desea transmitir la audiencia," explicó sobre su trabajo.

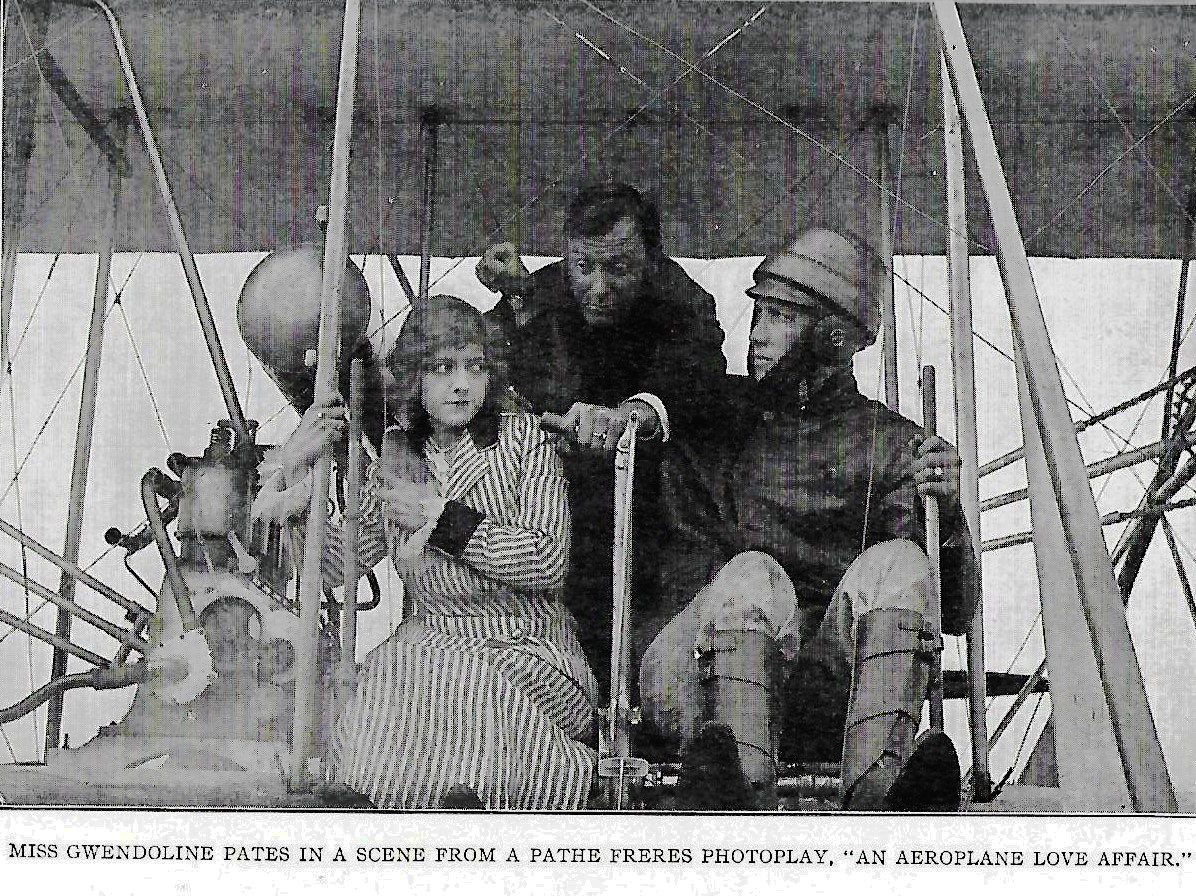
Pates juntó con George W. Beatty en An Aeroplane Love Affair (1912)

En For Mayor–Bess Smith (1913), Pates interpretó a una mujer que se postulaba en un cargo político, que como cambio acepta una propuesta de matrimonio de su oponente. En una entrevista de 1913; Pates afirmó que "estaba tan ocupaba que no podía parar de votar".
Durante su carrera, Pates trabajó en el vodevil. Juntó con su esposo había creado una sociedad anónima, llamada the Grew-Pates Players, entre sus obras incluyen The Gates of America, Electrocuted at 5 A. M., Tess of the Storm Country, The Lure of the City, The End of the Trail, After Five, The Prince Chap, y una versión teatral de The Perils of Pauline, varias de sus obras fueron hechas en Boston y en varios lugares, entre 1914 y 1915. En 1917, Pates estrenó la obra The Heart of Wetona, la obra fuehecha en una gira a Nueva York. Los actores que principalmente trabajaban en The Grew-Pates se establecieron a Canadá entre 1918 y 1920. En 1927, Pates apareció en la versión original de The Mating Season, donde fue realizada en Broadway, su esposo trabajó en la escritura de la obra, además de aparecer en el elenco.

## Vida personal
Gwendolyn Pates se casó con el actor y dramaturgo William A. Grew en 1914. La pareja se divorció en 1927. Pates murió en 1970, a los 79 años, en Nueva York.